# خسوس لوسندو
خسوس لوسندو (انگلیسی: Jesús Lucendo؛ زادهٔ ۱۹ آوریل ۱۹۷۰) بازیکن فوتبال اهل آندورا است.
از باشگاه‌هایی که در آن بازی کرده‌است می‌توان به باشگاه فوتبال سانتا کولوما و باشگاه فوتبال بارسلونا اشاره کرد.
وی همچنین در تیم ملی فوتبال آندورا بازی کرده‌است.